# Behrensia bicolor
Behrensia bicolor är en fjärilsart som beskrevs av Mcdunnough 1941. Behrensia bicolor ingår i släktet Behrensia och familjen nattflyn. Inga underarter finns listade i Catalogue of Life.